# Archana Sharma (biologiste)
Pour les articles homonymes, voir Archana Sharma.
Ne doit pas être confondu avec Archana Sharma (physicienne).
Archana Sharma (née le 16 février 1932 et morte le 14 janvier 2008) était une botaniste, cytogénéticienne, biologiste cellulaire et cytotoxicologue indienne renommée. Ses contributions largement reconnues comprennent l'étude de la spéciation chez les plantes à reproduction végétative, l'induction de la division cellulaire dans les noyaux adultes, la cause de la polyténie dans les tissus différenciés des plantes, la cytotaxonomie des plantes à fleurs et l'effet de l'arsenic dans l'eau.

## Jeunesse et éducation
Archana Sharma est née le 16 février 1932 à Pune dans une famille d'universitaires, dont le professeur N. P. Mookherjee, professeur de chimie à Bikaner. Elle a fait ses premières études au Rajasthan. Elle a ensuite obtenu son baccalauréat à Bikaner et a ensuite poursuivi ses études de maîtrise au département de botanique de l'université de Calcutta en 1951. Sharma a obtenu son doctorat en 1955 et son Doctor of Science en 1960, se spécialisant en cytogénétique, en génétique humaine et en mutagenèse environnementale. Elle est ainsi devenue la deuxième femme à obtenir un doctorat de l'université de Calcutta.

## Carrière
En 1967, Sharma a rejoint l'université de Calcutta en tant que professeur, devenant plus tard professeur de génétique en 1972 au Centre d'études avancées sur la recherche cellulaire et chromosomique de l'université de Calcutta . En 1981, elle a été promue au poste de chef du département de botanique, succédant au professeur AKSharma jusqu'en 1983.
Au cours de sa carrière universitaire, elle a supervisé plus de 70 étudiants au doctorat dans les domaines de la cytogénétique, de la génétique humaine et de la mutagenèse environnementale.
Les recherches de Sharma ont conduit à des percées dans la science botanique. Parmi ses découvertes notables figurent des sujets liés à la spéciation chez les plantes à reproduction végétative, à l'induction de la division cellulaire dans les noyaux adultes, à la cause de la polyténie dans les tissus différenciés des plantes, à la cytotaxonomie des plantes à fleurs et à l'effet de l'arsenic dans l'eau. Ses recherches et ses découvertes sur l'étude chromosomique des plantes à fleurs ont conduit à un nouvel ensemble de perceptions sur leur classification. Sharma a également beaucoup travaillé sur la génétique humaine, en particulier sur le polymorphisme génétique dans les populations humaines normales.
Sharma était membre d'organisations telles que la Commission des subventions universitaires, la Commission nationale pour les femmes, le Conseil de recherche scientifique et technique, le Département de l'environnement, le Comité consultatif scientifique d'outre-mer, entre autres. Sharma a également été présidente du groupe de travail sur le développement intégré de la main-d'œuvre du Département de biotechnologie.
Sharma a été activement impliqué dans des organismes décisionnels de premier plan, notamment le Conseil de recherche scientifique et technique du Département des sciences et de la technologie du gouvernement indien ; le Conseil de recherche environnementale du ministère de l'Environnement et des Forêts du gouvernement indien ; le Panel pour la coopération avec l'UNESCO, le Ministère du développement des ressources humaines du gouvernement indien ; et divers comités techniques de la Commission des subventions universitaires, du Département des sciences et de la technologie et du Département de biotechnologie.

## Publications
Au cours de sa carrière, Sharma a publié 10 livres et entre 300 et 400 articles de recherche. Elle a publié le livre Chromosome Techniques - Theory and Practice en 1965 avec son mari, le professeur Arun Kumar Sharma (en). Elle a également été la fondatrice de Nucleus, une revue internationale de cytologie et de sujets connexes, et a continué à en être la rédactrice jusqu'en 2007. Elle a siégé aux comités de rédaction de l'Indian Journal of Experimental Biology, Proceedings of the Indian National Science Academy.
Sharma a également édité plusieurs volumes scientifiques pour des éditeurs tels que CRC Press, Oxford, IBH, Kluwer Academic (Pays-Bas) et Gordon and Beach UK.

## Vie personnelle
Sharma était mariée à Arun Kumar Sharma (en), considéré par beaucoup comme le père de la cytologie indienne,.
Elle est décédée le 14 janvier 2008 à l'âge de 75 ans.

## Récompenses
- Prix G. P. Chatterjee, 1995
- Prix S. G. Sinha, 1995
- Padma Bhushan, 1984[9]
- Médaille Birbal Sahni, 1984
- Prix FICCI (en), 1983
- Bourse de recherche à l'Académie indienne des sciences, 1977[10]
- Prix Shanti Swarup Bhatnagar de sciences et technologie, 1975[11]
- Prix J. C. Bose, 1972